# Zoubin Ghahramani
Zoubin Ghahramani, en persa: زوبین قهرمانی‎ (Irán, 8 de febrero de 1970) es un profesor e investigador británico e iraní de ingeniería informática de la Universidad de Cambridge especialista en inteligencia artificial. 
Tiene cargos tanto en University College de Londres como en el Instituto Alan Turing. Ha sido becario de la universidad de San Juan en Cambridge desde 2009. Fue profesor asociado de investigación en la Escuela Universitaria de Informática de la Universidad Carnegie Mellon desde 2003 a 2012. Fue el científico jefe de Uber desde 2016 hasta 2020. Se unió a Google Brain en 2020 como director senior de investigación, es director adjunto del Centro Leverhulme para el futuro de la inteligencia y miembro de la Royal Society, FRS.

## Trayectoria
Ghahramani nació en Irán y vivió durante su niñez en Irán y la antigua Unión Soviética. Después se trasladó con su familia a España y se educó en la Escuela americana de Madrid en España durante 10 años. Continuó su formación en la Universidad de Pensilvania donde obtuvo una doble licenciatura en Ciencias Cognitivas y Ciencias de la Computación en 1990. En 1995, obtuvo el doctorado en Neurociencia cognitiva en el Instituto  de Tecnología de Massachusetts con la ayuda de una beca de la Fundación McDonnell-Pew. Su tesis se tituló "Computación y psicofísica de la integración sensoriomotora" y el director del doctorado fue  Michael I. Jordania y Tomaso Poggio. Se trasladó a la Universidad de Toronto en 1995, donde fue becario postdoctoral del ITRC en el laboratorio de inteligencia artificial del departamento de Ciencias de la Computación, trabajando con Geoffrey Hinton. De 1998 a 2005, fue profesor en la unidad de neurociencia computacional Gatsby de la University College de Londres.

### Investigación y carrera
Después de su Ph.D., Ghahramani se trasladó a la Universidad de Toronto en 1995 como socio postdoctoral en el laboratorio de inteligencia artificial, trabajando con Geoffrey Hinton. Desde 1998 a 2005 fue miembro de la unidad de Neurociencia Computacional en la University College de Londres, en la facultad Gatsby.
Ghahramani ha realizado contribuciones significativas en las áreas de aprendizaje automático bayesiano (en particular, métodos variacionales para la inferencia bayesiana aproximada), así como modelos gráficos y de neurociencia computacional. Su investigación actual se centra en el modelado bayesiano no paramétrico y el aprendizaje automático estadístico. También ha trabajado en inteligencia artificial, recuperación de información, bioinformática y estadística que proporcionan los fundamentos matemáticos para el manejo de la incertidumbre, la toma de decisiones y el diseño de sistemas de aprendizaje. Ha publicado más de 200 artículos, recibiendo más de 30.000 citaciones en revistas especializadas (un índice h de 74).
Cofundó Geometric Intelligence en 2014, con Gary Marcus, Doug Bemis y Ken Stanley, que fue adquirida por Uber en 2016. Posteriormente, pasó a trabajar en los laboratorios de inteligencia artificial de Uber en 2016 y luego se convirtió en científico jefe de Uber, en sustitución de Gary Marcus. En 2020 se unió a Google y se convirtió en el director sénior de Google Brain en abril de 2021 después de la salida de Samy Bengio.

## Reconocimientos
Ghahramani fue elegido miembro de la Royal Society (FRS) en 2015. El certificado para su elección dice:
Zoubin Ghahramani es un líder mundial en el campo del aprendizaje automático, que avanza significativamente en los algoritmos de última generación que pueden aprender de los datos. Es conocido en particular por sus contribuciones fundamentales al modelado probabilístico y enfoque no paramétrico bayesiano a los sistemas de aprendizaje automático y al desarrollo de algoritmos de inferencia variacional aproximados para el aprendizaje escalable. Es uno de los pioneros de los métodos de aprendizaje semisupervisado, algoritmos de redes neuronales convolucionales activas y de procesos gaussianos. Su desarrollo de nuevos modelos no paramétricos de dimensión infinita, como el modelo de características latentes infinitas, ha sido muy influyente.